# Гусман, Давид
Давид Альберто Гусман Перес (исп. David Alberto Guzmán Pérez; 18 февраля 1990, Сан-Хосе, Коста-Рика) — коста-риканский футболист, полузащитник клуба «Саприсса». Выступал за сборную Коста-Рики.

## Карьера

### Клубная
Воспитанник клуба «Саприсса». За него Гусман выступал с 2009 года. В составе команды полузащитник несколько раз становился чемпионом Коста-Рики, а также обладателем кубка страны.
22 декабря 2016 года Гусман перешёл в клуб MLS «Портленд Тимберс». За «Тимберс» дебютировал 3 марта 2017 года в матче стартового тура сезона против «Миннесоты Юнайтед». 18 марта 2017 года в матче против «Хьюстон Динамо» забил свой первый гол за «Тимберс», а также отдал голевую передачу.
6 мая 2019 года Гусман был обменян в «Коламбус Крю» на место иностранного игрока. За «Крю» дебютировал 8 мая 2019 года в матче против «Лос-Анджелес Гэлакси», заменив на 74-й минуте Федерико Игуаина. По окончании сезона 2019 «Коламбус Крю» не продлил контракт с Гусманом.
16 декабря 2019 года Гусман вернулся в «Саприссу», подписав двухлетний контракт.

### Сборная
В 2009 году Давид Гусман выступал за молодёжную сборную страны. Через год он дебютировал в главной национальной команде. Вместе с ней в 2011 году он участвовал в Кубке Америки, а также в нескольких розыгрышах Золотого кубка КОНКАКАФ.

## Достижения
«Саприсса»
- Чемпион Коста-Рики (5): 2010 (лето), 2014 (лето), 2014 (зима), 2015 (зима), 2016 (зима).
- Обладатель Кубка Коста-Рики (1): 2013.